# Trisubstituierte Benzole

2-Amino-1-methoxy-4-methylbenzol
(p-Kresidin), ein trisubstituiertes Benzol

Die trisubstituierten Benzole bilden eine große Stoffgruppe aromatischer Verbindungen. Die Struktur besteht aus einem Benzolring mit drei angefügten Substituenten, die sowohl gleich als auch verschieden sein können. Durch deren unterschiedliche Anordnung ergeben sich drei Substitutionsmuster mit gleicher Summenformel. Je nach Anordnung spricht man vom vic.-, asym.- oder sym.-Isomer.
Bei gleichen Substituenten bilden sich drei Konstitutionsisomere, bei zwei verschiedenen sechs und bei drei verschiedenen zehn.

## Namensgebung
Betrachtet man die Substituentenkombinationen an Aromaten am Beispiel der Methylgruppe (–CH3) und der Hydroxygruppe (–OH), so kann man schon sehr unterschiedliche Namenskombinationen und Entstehungsformen feststellen. In allen Fällen tragen die Verbindungen Trivialnamen.
- Die drei Trimethylbenzole besitzen keinen gemeinsamen Stammnamen. Die drei Isomere besitzen drei völlig eigenständige und unterschiedliche Namen – Hemellitol, Pseudocumol und Mesitylen –, die sich auf deren Herkunft und Entdeckung beziehen.
- Die drei Trihydroxybenzole besitzen ebenfalls keinen gemeinsamen Stammnamen. Die drei Isomere besitzen auch drei völlig eigenständige und unterschiedliche Namen – Pyrogallol, Hydroxyhydrochinon und Phloroglucin –, die sich auch auf deren Herkunft und Entdeckung beziehen.
- Im dritten Fall der Kombination beider Substituenten gibt es zwei Verbindungsgruppen mit je sechs Konstitutionsisomeren:
  - mit zwei Methylgruppen und einer Hydroxygruppe: Man kann sie als Dimethylphenole oder Hydroxyxylole bezeichnen. Hier hat sich der gemeinsame Trivialname Xylenole entwickelt.
  - mit zwei Hydroxygruppen und einer Methylgruppe: Man kann sie als Methylderivate des Brenzcatechins (2 Isomere), des Resorcins (3 Isomere) und des Hydrochinons (1 Isomer) auffassen. Eine einheitliche Namensgebung auf diesem Weg ist erschwert, da die Dihydroxybenzole keinen gemeinsamen Trivialnamen bilden. Sie werden daher als Dihydroxytoluole bezeichnet, da nur mit -toluol ein gemeinsamer neuer Trivialstammname gebildet wird. Einen gemeinsamen Trivialnamen wie bei den Xylenolen gibt es nicht. Einzelne Stoffe haben individuelle Namen, wie z. B. das Orcin (3,5-Dihydroxytoluol).

|                  |                    |                 |
| vic.: Hemellitol | asym.: Pseudocumol | sym.: Mesitylen |

|  |  |       |
|  |  | Orcin |

|  |  |  |
|  |  |  |

|                  |                           |                    |
| vic.: Pyrogallol | asym.: Hydroxyhydrochinon | sym.: Phloroglucin |

## Gleiche Substituenten
| Trisubstituierte Benzole |      |       |      |
| Name                     | vic. | asym. | sym. |
| gleiche Substituenten    |      |       |      |

- Trimethylbenzole
- Trihydroxybenzole
- Trimethoxybenzole
- Triaminobenzole
- Trinitrobenzole
- Trifluorbenzole
- Trichlorbenzole
- Tribrombenzole
- Triiodbenzole
- Benzoltricarbonsäuren

## Zwei verschiedene Substituenten
| Trisubstituierte Benzole        |      |       |       |      |       |      |
| Name                            | vic. | asym. | asym. | vic. | asym. | sym. |
| zwei verschiedene Substituenten |      |       |       |      |       |      |

| Benzol (–H)                   | 2× (–CH3)                                                              | 2× (–OH)                                                                             | 2× (–OCH3)                                                                           | 2× (–NH2) | 2× (–NO2)                                                                    | 2× (–F/–Cl/–Br/–I)                                                           |
| Toluol (–CH3)                 | Trimethylbenzole vic.: Hemellitol, asym.: Pseudocumol, sym.: Mesitylen | Dihydroxytoluole 3,5-Dihydroxytoluol: Orcin                                          | Dimethoxytoluole                                                                     | Diaminotoluole (Methylphenylendiamine) | Dinitrotoluole                                                               | Difluortoluole Dichlortoluole Dibromtoluole Diiodtoluole                     |
| Phenol (–OH)                  | (Dimethylphenole) (Hydroxyxylole) Xylenole                             | Trihydroxybenzole vic.: Pyrogallol, asym.: Hydroxyhydrochinon, sym.: Phloroglucin    | Dimethoxyphenole                                                                     | Diaminophenole (Hydroxyphenylendiamine) | Dinitrophenole                                                               | Difluorphenole Dichlorphenole Dibromphenole Diiodphenole                     |
| Anisol (–OCH3)                | Dimethylanisole (Methoxyxylole)                                        | Dihydroxyanisole                                                                     | Trimethoxybenzole                                                                    | Diaminoanisole (Methoxyphenylendiamine) | Dinitroanisole                                                               | Difluoranisole Dichloranisole Dibromanisole Diiodanisole                     |
| Anilin (–NH2)                 | (Dimethylaniline) (Aminoxylole) Xylidine                               | Dihydroxyaniline                                                                     | Dimethoxyaniline                                                                     | Triaminobenzole | Dinitroaniline                                                               | Difluoraniline Dichloraniline Dibromaniline Diiodaniline                     |
| Nitrobenzol (–NO2)            | Nitroxylole                                                            | Nitrodihydroxybenzole                                                                | Dimethoxynitrobenzole                                                                | Diaminonitrobenzole (Nitrophenylendiamine) | Trinitrobenzole                                                              | Difluornitrobenzole Dichlornitrobenzole Dibromnitrobenzole Diiodnitrobenzole |
| Halogenbenzol (–F/–Cl/–Br/–I) | Fluorxylole Chlorxylole Bromxylole Iodxylole                           | Fluordihydroxybenzole Chlordihydroxybenzole Bromdihydroxybenzole Ioddihydroxybenzole | Dimethoxyfluorbenzole Dimethoxychlorbenzole Dimethoxybrombenzole Dimethoxyiodbenzole | Diaminofluorbenzole (Fluorphenylendiamine) Diaminochlorbenzole (Chlorphenylendiamine) Diaminobrombenzole (Bromphenylendiamine) Diaminoiodbenzole (Iodphenylendiamine) | Dinitrofluorbenzole Dinitrochlorbenzole Dinitrobrombenzole Dinitroiodbenzole | Trifluorbenzole Trichlorbenzole Tribrombenzole Triiodbenzole                 |
| Benzoesäure (–COOH)           | Dimethylbenzoesäuren                                                   | Dihydroxybenzoesäuren                                                                | Dimethoxybenzoesäuren                                                                | Diaminobenzoesäuren | Dinitrobenzoesäuren                                                          | Difluorbenzoesäuren Dichlorbenzoesäuren Dibrombenzoesäuren Diiodbenzoesäuren |

## Drei verschiedene Substituenten
| Trisubstituierte Benzole        |      |       |       |      |      |       |      |       |       |       |
| Name                            | vic. | asym. | asym. | vic. | vic. | asym. | sym. | asym. | asym. | asym. |
| drei verschiedene Substituenten |      |       |       |      |      |       |      |       |       |       |

- Hydroxymethoxybenzylalkohole: Vanillylalkohol, Isovanillylalkohol, ortho-Vanillylalkohol, ...
- Hydroxymethoxybenzaldehyde: Vanillin, Isovanillin, ortho-Vanillin, ...
- Hydroxymethoxybenzoesäuren: Vanillinsäure, Isovanillinsäure, ortho-Vanillinsäure, ...
- Kresidine
- Nitrotoluidine
- Nitroanisidine
- Chlorkresole

## Gewinnung und Darstellung
Trisubstituierte Benzole können durch Substitutionsreaktion aus disubstituierten Benzolen gewonnen werden. Wenn ein zweifach substituiertes Benzolderivat eine elektrophile aromatische Substitution eingeht, müssen für das entstehende Reaktionsprodukt die dirigierenden Einflüsse beider Substituenten in Betracht gezogen werden. Auch aus mono bzw. disubstituierten Alkinen können symmetrisch (1,3,5- u. 2,4,6-)- oder asymmetrisch (1,2,4- u. 3,5,6-)-trisubstituierte Benzole gewonnen werden.